# Fyrfläckig tallpiga
Fyrfläckig tallpiga (Exochomus quadripustulatus) är en skalbaggsart som först beskrevs av Carl von Linné 1758. Den ingår i släktet Exochomus och familjen nyckelpigor.

## Taxonomi
Fram till 1995 räknades arten till släktet Exochomus. Det året kom en rapport av forskaren Ivo Kovář, som, främst på grund av morfologiska skäl, hävdade att arten i stället borde räknas till släktet Brumus, och alltså kallas Brumus quadripustulatus. Acceptansen för denna ändring förefaller ha varit blandad; fortfarande (2024) är det få aktoriteter som har annammat förslaget. Tunga källor som Sveriges Artdatabanken, Finlands artdatacenter, Danmarks Fugle og Natur och UK Beetle Recording använder alla namnet Exochomus quadripustulatus. Dock använder Integrated Taxonomic Information System (ITIS) samt BugGuide, som trots det vardagliga namnet är knutet till Iowa State University, Brumus quadripustulatus som namn, även om BugGuide anger Exochomus quadripustulatus som synonym. Global Biodiversity Information Facility (GBIF) angav länge endast Brumus quadripustulatus, men 2024 kom en alternativ webbsida, som anger Exochomus quadripustulatus som en homotypisk synonym till Brumus quadripustulatus. Denna artikel använder Exochomus quadripustulatus som vetenskapligt namn, men anger Brumus quadripustulatus som en omdirigering.

## Beskrivning
Arten är övervägande svart med två eller fyra röda fläckar, vanligtvis det senare, på täckvingarna. I det fall den har fyra fläckar är den främsta fläcken på varje täckvinge havmån- till njurformad med den breda delen bak, och den bakre rund. När den i sällsynta fall bara har två fläckar, är det de bakre som saknas. Även benen är svarta, men fötterna något ljusare. Längs täckvingarnas nederkant går en tydlig, flänsformad upphöjning. Kroppslängden är 3 till 4,5 mm. Den fullvuxna larven är grå med hårborstar på små utskott, och vita markeringar på främre delen. Puppan är svartglänsande med bruna markeringar på mitten, och delvis täckt av den sista larvhuden.

## Utbredning
Arten förekommer i Europa, Kaukasus, Sibirien, Armenien, Azerbajdzjan, Georgien, Kazakstan, Afghanistan, Mongoliet, Kina och Pakistan. Den har införts till västra Nordamerika I Sverige finns den i Götaland och Svealand norrut till Dalarna och Medelpad, samt i östra Norrland från Hälsingland till södra Lappland.
I Finland förekommer arten i den sydligaste delen av landet inklusive Åland, samt längs västkusten upp till Norra Österbotten.

## Ekologi
Den fyrfläckiga tallpigan lever i ett flertal habitat som barr-, bland- och lövskog, gräsmarker, dyner och klippor vid kusten, hedlandskap, träskmarker samt även i samhällen som trädgårdar. Den förekommer framför allt på tallar, men kan även föreomma på andra träd som andra barrträd likt lärkträd och idegran, videsläktet, ek, bok, hassel, ask, björk, hassel, lönn, hästkastanj, lind, getaplar samt platan. I trädgårdar förekommer den även på örter som tistlar, nässlor, kamelior och eldtornssläktet. Den tycker om solbelysta platser.

### Föda
Födan består av bladlöss, barrlöss och sköldlöss.

### Aktivitet och övervintring
Arten är aktiv i mars till oktober, med en nedgång under högsommaren. Under vintermånaderna övervintrar den fyrfläckiga tallpigan i lövhögar samt barkspringor i städsegröna träd och buskar.

## Bildgalleri

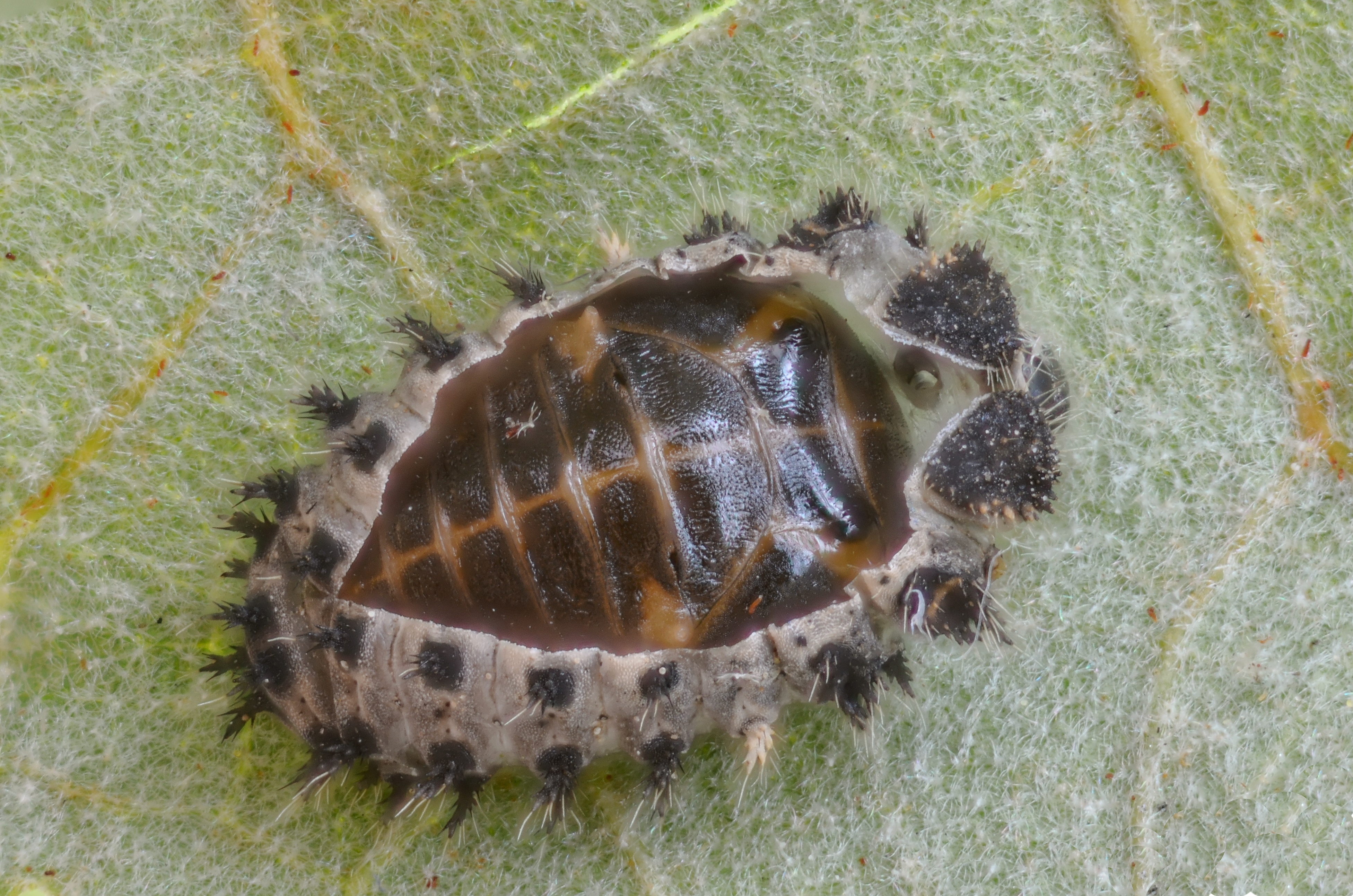
Puppa omgiven av den sista larvhuden.
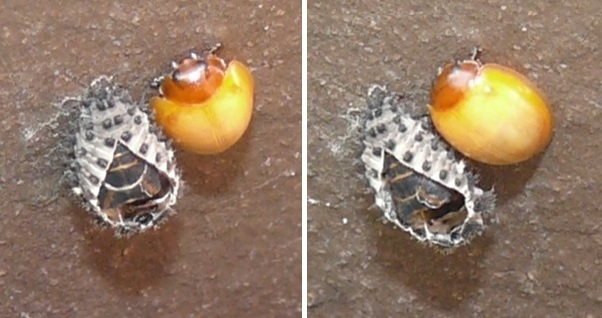
Nyligen fullbildad individ som inte hunnit bli fullständigt utfärgad än bredvid resterna av puppan
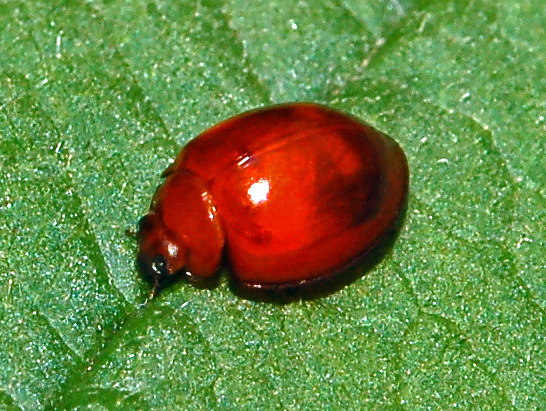
Rödaktig form